# Віандот

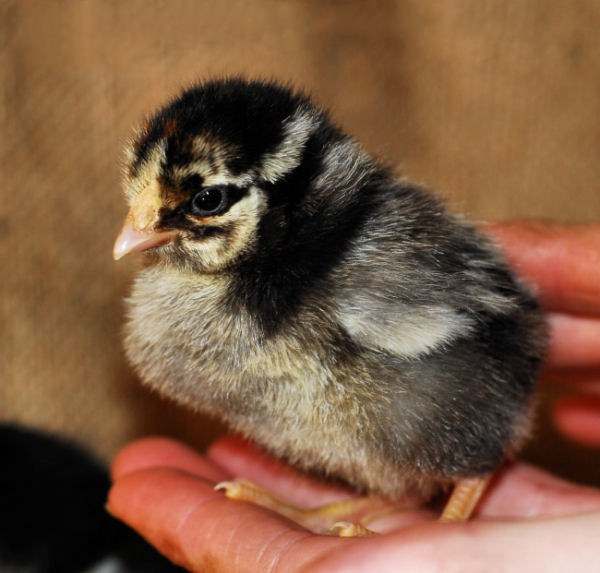
Курча

Віандот (англ. Wyandotte) — порода курей, що виведена у другій половині XIX століття у США. Названа на честь однойменного індіанського племені.. У 1883 році був прийнятий стандарт на перший різновид — сріблястий віандот.

## Особливості породи
Віандот дуже витривалий до умов довкілля, легко переносять холодні приміщення. Мають безліч варіацій забарвлення оперення. Кури починають нестись у віці 6-7 місяців. Ці кури добре насиджують і виводять курчат. Курчата швидко ростуть і оперяються.
Незважаючи на великі розміри, округлий тулуб віандот виглядає компактно. Тіло має неправильну форму: по довжині більше, ніж по висоті. На невеликій голові глибоко посаджені червоні очі. Мочки і сережки витягнуті, плавно закругляются в нижній частині. Шкіра без складок і зморшок, червонуватого кольору з характерним блиском. Відмінною рисою є наявність округлого шипа на гребінці, наступного від лінії потилиці. Пухнастий шийний комір спадає на плечі і плавно переходить в оперення тулуба. Верхні точки шиї і хвоста утворюють витончений ліровидний вигин. Спина потужна, широка, добре обмускулена. Гомілка подовжена. Найпоширеніший вид віандот сріблястий.

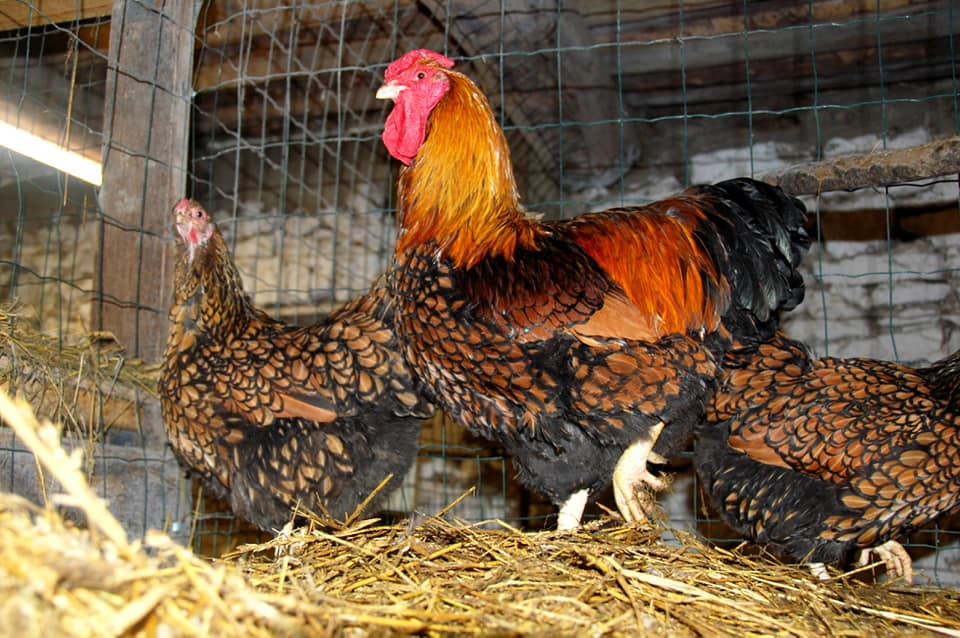

### Характер
Віандот відрізняються спокійною вдачею. Вони абсолютно не агресивні, не конфліктують з іншими породами, які проживають на пташиному дворі. Ведуть малорухливий спосіб життя, що нерідко є причиною ожиріння. Виправити ситуацію з підвищенням відсотка жиру в м'ясі можна, організувавши птиці габаритну площу для вигулу. Птах швидко звикає до господаря. Охоче йде в руки. Віандот не полохливі. Добре уживаються з гусьми, качками і навіть індиками.

## Продуктивність
Півні важать 3,4-3,8 кг, кури 2,5-3,0 кг. Несучість молодих кур — 180, надалі — 150 яєць на рік. Мінімальна маса інкубаційного яйця 53 г.

## Карликовий віандот
Виведена також карликова форма віандотів. Несучість 120 яєць в рік, шкаралупа світло-коричнева, мінімальна маса інкубаційних яєць 35 г.
Походження: Англія, Німеччина.
Маса: півень — 1 кг, курка — 0,9 кг.